# 2082
Năm 2082. Trong lịch Gregory, nó sẽ là năm thứ 2082 của Công nguyên hay của Anno Domini; năm thứ 82 của thiên niên kỷ thứ 3 và của thế kỷ 21; và năm thứ ba của thập niên 2080.